# Tikhatar
Tikhatar (nepalski: तिखाटार) – gaun wikas samiti w zachodniej części Nepalu w strefie Seti w dystrykcie Doti. Według nepalskiego spisu powszechnego z 2001 roku liczył on 1173 gospodarstw domowych i 6461 mieszkańców (3228 kobiet i 3233 mężczyzn).